# サヴィオーク
サヴィオーク（英語: Savioke）は、アメリカ合衆国カリフォルニア州のロボット・ベンチャー企業。ホテル向けの自律配送サービスロボット「Relay（リレー）」の開発元である。
2013年にウィローガレージのCEOだったスティーブ・カズンズ(Steve Cousins)がシリコンバレーのサンタクララで設立した。設立直後からの2016年時点で累計1760万ドルの投資を調達している。
2014年にはRelayの販売が開始された。
2015年にサンフランシスコで開催された開発者会議「インテルデベロッパーフォーラム（IDF15）」において登壇したインテルCEOのブライアン・クルザニッチにRelayがソフトドリンクを届けに登場したことで、注目された。
スターウッドやインターコンチネンタルでは、Relayが採用されており、客室にアメニティを届けるようなサービスが運用されている。

## 日本における展開
2017年10月2日から日本で初めての事例として品川プリンスホテル NタワーでRelayの運用が行われている。また、Relayの日本国内での付加価値再販業者としてはNECネッツエスアイが契約を結んでいる。
日本の森トラストやリクルートらも出資をしており、国内での導入事例が増えている。